# Listă de piese de teatru norvegiene
Aceasta este o listă de piese de teatru norvegiene în ordine alfabetică:

## A
- A treia cale (Den tredje utvei, 1956), de Inger Hagerup
- Acești ochi (Desse auga, 2009), de Jon Fosse
- Asociația tineretului (1869), de Henrik Ibsen

## B
- Banchetul la Solhoug (1855), de Henrik Ibsen
- Brand (1865), de Henrik Ibsen
- Brutus (1904), de Johan Bojer

## C
- Catilina (1850), de Henrik Ibsen
- Când noi, morții, vom învia (1899), de Henrik Ibsen
- Când mustul fierbe  (Nar den ny vin blomstrer, 1909), de Bjørnstjerne Bjørnson
- Clica (Kabalen, 1950), de Inger Hagerup
- Copilul (Barnet, 1996), de Jon Fosse
- Comedia iubirii (1862), de Henrik Ibsen
- Constructorul Solness (1892), de Henrik Ibsen

## D
- Dei døde hundane (2004), de Jon Fosse
- Doamna înger din Ustraat (1854), de Henrik Ibsen
- Dødsvariasjonar (2001), de Jon Fosse
- După-amiază (Ettermiddag, 2000), de Jon Fosse

## E
- Eu sunt vântul (Eg er vinden, 2007), de Jon Fosse

## F
- Fata de pe canapea (Jenta i sofaen, 2002), de Jon Fosse
- Femeia mării (1888), de Henrik Ibsen
- Fiul ( Sonen, 1997), de Jon Fosse[1]

## H
- Hedda Gabler (1890), de Henrik Ibsen

## I
- Iarna (Vinter) (2000), de Jon Fosse

## Î
- Înfrângerea (Nederlaget, 1937), de Nordahl Grieg
- Împărat și galileeni (1873), de Henrik Ibsen

## J
- John Gabriel Borkman (1896), de Henrik Ibsen

## L
- Lilac (Lilla) (2003), de Jon Fosse
- Lille Eyolf (1894), de Henrik Ibsen

## M
- Mama și copilu (Mor og barn, 1997), de Jon Fosse
- Maria Walewska (1913), de Johan Bojer
- Moartea victimei (Offerdøden, 1919), de Sigurd Christiansen

## N
- Natta syng sine songar (1997), de Jon Fosse
- Noaptea solstițiului de vară (1852), de Henrik Ibsen
- Nokon kjem til å komme (1992–93/1996), de Jon Fosse
- Numele (Namnet, 1995), de Jon Fosse

## O
- O casă de păpuși (1879), de Henrik Ibsen
- O mamă (En Moder, 1895), de Johan Bojer
- Og aldri skal vi skiljast (1994), de Jon Fosse
- Olaf Liljekrans (1856), de Henrik Ibsen
- Omul-chitară (Gitarmannen, 1999), monolog de Jon Fosse
- Onoarea și puterea noastră (Vår ære og vår makt, 1935), de Nordahl Grieg

## P
- Peer Gynt (1867), de Henrik Ibsen
- Pingvinhjelpen (2006), de Erlend Loe
- Pretendenții la tron (1863), de Henrik Ibsen

## R
- Rambuku (2006), de Jon Fosse
- Rața sălbatică (1884), de Henrik Ibsen
- Războinicii din Helgeland (1857), de Henrik Ibsen
- Revoluția din februarie 1848 (Februarrevolusjonen 1848, 1948), de Inger Hagerup și Anders Hagerup
- Rosmersholm (1886), de Henrik Ibsen

## S
- Sa ka la (2004), de Jon Fosse
- Salutări de la Katarina (Hilsen fra Katarina, 1948), de Inger Hagerup
- Sigurd cruciatul  (Sigurd Jorsalfar, 1872), de Bjørnstjerne Bjørnson
- Sigurd Slembe (1862), de Bjørnstjerne Bjørnson
- Somn (Svevn) (2005), de Jon Fosse
- Stâlpii societății (1877), de Henrik Ibsen
- Strigoii (1881), de Henrik Ibsen
- Soția (Hustruen, 1941), de Johan Bojer
- Suzannah (2004), de Jon Fosse

## U
- Umbre (Skuggar, 2006), de Jon Fosse
- Un ceai cu lămâie (En te med sitron, 1950), de Inger Hagerup
- Un dușman al poporului (1882), de Henrik Ibsen

## V
- Vakkert (2001), de Jon Fosse
- Varmt (2005), de Jon Fosse
- Vis de toamnă (Draum om hausten, 1999), de Jon Fosse
- Vizite (Besøk) (2000[1], de Jon Fosse

## T
- Tinerii căsătoriți (De Nygifte, 1865), de Bjørnstjerne Bjørnson
- Theodora (1902), de Johan Bojer
- Tu dormi, micul meu copil (Sov du vesle barnet mitt, 2000), de Jon Fosse

- Tumulul (1850), de Henrik Ibsen

## Z
- Zi de vară (Ein sommars dag, 1999), de Jon Fosse